# La Corona (Film)
La Corona (deutsch Die Krone) ist ein US-amerikanischer Dokumentarfilm aus dem Jahr 2008 von den Filmemacherinnen Amanda Micheli und Isabel Vega.
Der Film war bei der 80. Oscarverleihung 2008 in der Kategorie „Bester Dokumentar-Kurzfilm“ nominiert.

## Inhalt
In einem Frauengefängnis in Bogotá in Kolumbien wird ein Schönheitswettbewerb ausgerichtet. Die Teilnehmer sind u. a. Mörderinnen, Freiheitskämpferinnen und Diebinnen. Der Film begleitet vier Inhaftierte, die am jährlichen Schönheitswettbewerb des Jahres 2007 teilnahmen, bis hin zur feierlichen Krönung der Siegerin.

## Hintergrund

### Entstehung
Der Film entstand, da die Regisseurin Isabel Vega selber aus Kolumbien stammt. Ursprünglich bestand die Idee darin, einen Schönheitswettbewerb dort zu begleiten. Sie erfuhr aus der Zeitung, dass im Frauengefängnis der Hauptstadt ein solcher ausgerichtet würde, und erzählte Amanda Micheli davon. Gemeinsam machten sie sich an das Projekt, was insbesondere das Überwinden vieler bürokratischer Hürden bedeutete.

### Nachwirkungen
Zusammen mit Miss Gulag untersuchte Emily Schuckman Matthews von der San Diego State University den Film bezüglich der Bedeutung traditioneller Gender-Normen, die durch die ungewöhnlichen Orte für Schönheitswettbewerbe zum Ausdruck gebracht werden. Beide Dokumentationen zeigen Schönheitswettbewerbe in Frauengefängnissen; Miss Gulag betrifft Russland.

## Auszeichnungen
Der Film war bei der Oscarverleihung 2008 für den Oscar in der Kategorie „Bester Dokumentar-Kurzfilm“ nominiert.
Beim Sundance Film Festival 2008 bekam der Dokumentar-Kurzfilm eine Ehrung im Kurzfilmmachen.
Die Dokumentation wurde 2008 von der International Documentary Association (IDA) als bester Dokumentar-Kurzfilm ausgezeichnet.
Beim Sarasota Film Festival erhielt der Film den Publikumspreis für den besten Kurzfilm.